# الدوري المصري الممتاز 1978–79
الموسم الثالث والعشرون من الدوري المصري الممتاز لكرة القدم، انتهى بتتويج الأهلي باللقب الخامس عشر في تاريخه.

## الأندية المشاركة
خُفّض عدد الفرق إلى 12 فريقًا بدلًا من 14 فريقًا في الموسم السابق.
| - الأهلي (حامل اللقب) - الترسانة - الزمالك - الإسماعيلي - الاتحاد السكندري - ألعاب دمنهور (صاعد) | - المصري - الأوليمبي - المقاولون العرب (صاعد) - غزل المحلة - المنصورة - منتخب السويس |

## الترتيب
| الترتيب | النادي           | ل  | ف  | ت  | خ  | له | عليه | ±   | ن  |
| ------- | ---------------- | -- | -- | -- | -- | -- | ---- | --- | -- |
| 1       | الأهلي (ب)       | 22 | 14 | 8  | 0  | 36 | 7    | 29  | 36 |
| 2       | الزمالك          | 22 | 10 | 9  | 3  | 33 | 16   | 17  | 29 |
| 3       | غزل المحلة       | 22 | 8  | 9  | 5  | 17 | 14   | 3   | 25 |
| 4       | المقاولون العرب  | 22 | 6  | 12 | 4  | 19 | 18   | 1   | 24 |
| 5       | المنصورة         | 22 | 6  | 9  | 7  | 13 | 13   | 0   | 21 |
| 6       | المصري           | 22 | 6  | 9  | 7  | 22 | 23   | 1-  | 21 |
| 7       | الاتحاد السكندري | 22 | 6  | 9  | 7  | 14 | 16   | 2-  | 21 |
| 8       | الترسانة         | 22 | 7  | 7  | 8  | 11 | 19   | 8-  | 21 |
| 9       | منتخب السويس     | 22 | 6  | 8  | 8  | 16 | 20   | 4-  | 20 |
| 10      | الإسماعيلي       | 22 | 7  | 5  | 10 | 21 | 23   | 2-  | 19 |
| 11      | الأوليمبي*       | 22 | 5  | 9  | 8  | 14 | 17   | 3-  | 19 |
| 12      | ألعاب دمنهور*    | 22 | 1  | 6  | 15 | 8  | 38   | 30- | 8  |

 (ب)= البطل، ل= لعب; ف = فوز; ت = تعادل; خ = خسارة; له = أهداف لصالحه; عليه = عليه من الأهداف; ± = فارق الأهداف; ن= نقاط

* ألغي الهبوط وزيد عدد الفرق في الموسم التالي إلى 16 فريقًا.

المصدر: 

## الهدافون
| الترتيب | اللاعب   | الجنسية | النادي  | الأهداف |
| ------- | -------- | ------- | ------- | ------- |
| 1       | علي خليل | مصر     | الزمالك | 12      |

## روابط خارجية
- صفحة الموسم على RSSSF
- صفحة الموسم على سوبر كورة.كوم
- صفحة الموسم على شبكة كرة القدم المصرية

| بطل الدوري المصري الممتاز 1978–79                                           |
| --------------------------------------------------------------------------- |
| [[ملف:\|45x32px\|border \|alt=\|link=]] نادي الأهلي (مصر) للمرة الخامسة عشر |

| سبقه 1977–78 | الدوري المصري الممتاز 1978–79 | تبعه 1979–80 |